# S/S Turist
S/S Turist var en tidigare svensk ångslup för huvudsakligen persontransporter åt Ronneby Ångslups AB på Ronnebyån samt traden till Bökevik. Ursprungligen gick fartyget med varvsnummer 143 under namnet Loftahammar men döptes år 1902 om till Åsunden och därefter 1903 återigen om till Turist. Kort därefter detta såldes fartyget av Åsundens Ångbåts AB fartyget för 7.000 kronor till Ronneby Ångslups AB. Det var sedan hos detta bolag som fartyget tjänade sin verksamma tid fram till 1934 då det skrotades i Karlshamn och fartyget höggs upp.

### Digitala källor
- Riksantikvarieämbetet om S/S Turist
- Skärgårdsbåtar.se om S/S Turist